# Dompierre-sur-Authie
Dompierre-sur-Authie là một xã ở tỉnh Somme, vùng Hauts-de-France, Pháp.

## Địa lý
Thị trấn này tọa lạc trên đường D119, hai bên bờ sông Authie, biên giới với tỉnh Pas-de-Calais, khoảng 17 dặm Anh về phía bắc của Abbeville. 

## Dân số
| 1962                                                           | 1968 | 1975 | 1982 | 1990 | 1999 |
| -------------------------------------------------------------- | ---- | ---- | ---- | ---- | ---- |
| 545                                                            | 578  | 559  | 526  | 436  | 404  |
| Số liệu điều tra dân số từ năm 1962, dân số không tính hai lần |      |      |      |      |      |